# 布里斯班中央車站
布里斯班中央車站（英語：Central Railway Station）是一個澳洲昆士蘭州首府布里斯班中央商業區的鐵路車站。